# Sân bay quốc tế Mohammed V
Sân bay quốc tế Mohammed V (IATA: CMN, ICAO: GMMN) (tiếng Pháp: Aéroport international Mohammed V; (tiếng Ả Rập: مطار محمد الخامس الدولي; chuyển tự tiếng Ả Rập: Matar Muhammad al-Khamis ad-Dowaly) là sân bay ở Nouasseur, ngoại ô cách Casablanca 30 km về phía đông nam. Đây là sân bay lớn nhất Maroc với 5,8 triệu lượt khách thông qua năm 2007.
Sân bay này là trung tâm hoạt động của hãng hàng không quốc gia Royal Air Maroc, và hãng Jet4you. Sân bay này được đặt tên theo vua Mohammed V của Maroc.

### Nhà ga 1
Nhà ga 1 được đóng cửa để nâng cấp và mở rộng.

### Nhà ga 2
- Aigle Azur (Paris-Orly)
- Air Algérie (Algiers, Oran)
- Air France (Lyon, Paris-Charles de Gaulle, Marseille)
- Air Malta (Catania, Luqa)
- Alitalia (Milan-Malpensa, Rome-Fiumicino)
- Brussels Airlines (Brussels)
- Clickair (Barcelona)
- easyJet (Lyon, Madrid)
- EgyptAir (Cairo)
- Emirates (Dubai)
- Etihad Airways (Abu Dhabi)
- Jet4you (Bologna, Brussels-Charleroi, Paris-Orly, Lyon, Marseille, Milan-Malpensa, Toulouse)
- Iberia Airlines (Madrid)
  - operated by Air Nostrum (Valencia)
- Jetairfly (Brussels)
- Libyan Airlines (Tripoli)
- Lufthansa (Frankfurt)
- Mauritania Airways (Nouakchott)
- Qatar Airways (Doha, Tripoli)
- Regional Air Lines (Agadir, Al Hoceima, Errachidia, Essaouira, Goulimime, Las Palmas, Lisbon, Malaga, Marrakech, Nador, Oujda, Sevilla, Tangier, Tan Tan, Valencia, Villa Cisneros)
- Royal Air Maroc (Abidjan, Accra, Algiers, Agadir, Bamako, Barcelona, Beirut, Bordeaux, Brazzaville, Brussels, Conakry, Cotonou,Cairo, Dakhla, Dakar, Douala, Errachidia, Essaouira, Fez, Freetown, Geneva, Istanbul-Atatürk, Jeddah, Kinshasa, Laayoune, Lagos, London-Heathrow, Libreville, Lille, Lisbon, Lome, Lyon, Madrid, Malabo, Malaga, Marseille, Monrovia, Mulhouse, Marrakech, Montpellier, Nantes, Niamey, Nice, Nouakchott, Ouagadougou, Ouarzazate, Oujda, Paris-Charles de Gaulle, Paris-Orly, Riyadh, Strasbourg, Sevilla, Tangier, Tripoli, Tunis, Toulouse, Yaounde, Valencia, Zürich)
- Saudi Arabian Airlines (Algiers, Jeddah, Riyadh)
- Syrian Arab Airlines (Damascus)
- Tunisair (Tunis)
- Turkish Airlines (Istanbul-Atatürk)

### Nhà ga 3
- MyAir (Milan-Bergamo, Venice)
- Royal Air Maroc (Amsterdam, Bologna, Düsseldorf, Frankfurt, Milan-Malpensa, Montreal, New York-JFK, Rome-Fiumicino, Torino)

### Các hãng vận tải hàng hóa
The main cargo operators are:
- Air France Cargo
- DHL Airways
- Fedex
- Royal Air Maroc Cargo
- UPS